# Vladimir Aleksić
Pour les articles homonymes, voir Aleksić.
Vladimir Aleksić dit Alexis Alexander (cyrillique serbe: Владимир Алексић, né le 28 octobre 1967 à Šabac, en Serbie) est un auteur et dessinateur de bande-dessinée serbe.

## Œuvres
- Souvenirs de la Grande armée, scénario de Michel Dufranne, Delcourt
  1. 1807 - Il faut venger Austerlitz!, 2007.
  2. 1808 - Les Enfants de la veuve, 2008.
  3. 1809 - Voir Vienne ou mourir!, 2010.
  4. 1812 - Les Chasses du comte Joukhov, 2012.
- Antichristus, scénario de Bruno Falba, Soleil Productions
  1. Bon vouloir et loyauté, 2009.
  2. Bonaparte, 2010.
- Un village français, scénario de Jean-Charles Gaudin , Soleil Productions
  1. 1914, 2015.
  2. 1915, 2015.
  3. 1916, 2016.